# Manta termo-regulada
Una manta termo regulada (o manta climatizada) es una manta cuya temperatura se gestiona a través de un aparato llamado termorregulador. Tal manta generalmente colocada encima del colchón de la cama permite al durmiente controlar su temperatura ideal de sueño. Algunas mantas termo reguladas son reversibles, es decir pueden calentar o refrigerar a la vez.

## Manta termo regulada con agua – descripción
Una manta termo regulada de agua se compone:
- de una manta dentro de la cual una red de tubos finos transporta agua actuando como vector térmico y
- de un termorregulador conectado a la manta por un tubo flexible el cual calienta o refresca el circuito.

Tal manta puede tener distintos tamaños según la superficie a cubrir para una o dos personas, es generalmente fina para facilitar el cambio térmico entre el agua y los durmientes.
Los tubos están hechos de silicona médica, una calidad superior para resistir a las distintas presiones y plegados a los cuales se someten.
El termorregulador permite al usuario de ajustar con bastante precisión una temperatura ideal de sueño dentro de un espectro incluyendo temperaturas « frescas » ( 20º o incluso menos ) y « calientes » (40° e incluso más ).
El enfriamiento o el calentamiento del agua se ejecutan perfectamente a través de elementos térmicos los cuales garantizan a la vez un nivel sonoro bajo, una gran eficacia y son no contaminantes.

## Usos principales
El control térmico del medio ambiente del sueño tiene varias aplicaciones.
En particular en caso de :
- Piernas pesadas o insuficiencia venosa ( ver más abajo )
- Canícula: la manta termo regulada permite una climatización focalizada al durmiente. Una manta termo regulada es una alternativa a los sistemas de aire acondicionado a veces más ruidosos y contaminantes que el mismo.
- Menopausia : alivia los sofocos.
- Piernas inquietas : Disminución de las impaciencias y mejora el sueño en el caso de un apaciguamiento constatado por la aplicación del frescor.
- Sueño agitado o perturbado, insomnio. Una temperatura fresca favorece el adormecimiento y optimiza las fases paradoxales de sueño.
- Alergia a los Ácaros. La reducción del calor y de la humedad hace que la cama sea menos propicia a la proliferación de los ácaros y conduce naturalmente a su disminución.
- Lumbalgias, contracturas. El efecto calor de una manta termo regulada ( o manta climatizada ) permite relajar directamente tanto las zonas dolorosas como la eliminación de los residuos por aplicación del calor.

### Aplicación en caso de insuficiencia venosa con las piernas gordas ( piernas pesadas)
El calor y el frescor aparecen como factores que influyen en la sintomatología funcional de las « piernas pesadas » (Enfermedad Venosa Crónica).
En particular el frío posee propiedades fisiológicas interesantes para el tratamiento de las piernas gruesas.
- Efecto Antalgico : el frío es uno de los analgésicos naturales más eficaz. Los sprays utilizados por los deportistas lesionados funcionan con el frío. El alivio es inmediato y duradero mientras la sensación de frescor está presente sobre sus piernas pesadas.
- Efecto antiinflamatorio : el frío actúa sobre los 4 componentes de una inflamación las cuales son la rojez, al calor, la hinchazón y el dolor vinculado a las piernas pesadas. Además, reduce la formación de hematomas y edemas.
- Efecto Vasoconstrictor : el frío tiene un efecto estimulante de la circulación sanguina por una ligera reducción de la sección de los conductos sanguíneos ( llamado también vasoconstrictor ). Evita la stagnación venoza instigante de la red venosa de sus piernas gordas.

Este triple efecto positivo del frío sobre las piernas pesadas se puede lograr de forma no medicinal por el uso de un manta termo regulada capaz de refrescar.

## Interés comparativo con relación a las demás soluciones de regulación térmica del durmiente
Las mantas termo reguladas (o mantas climatizadas) son el resultado de estudios en el campo terapéutico visto que presentan conjuntamente las ventajas de aportar una solución:
- no medicamentosa,
- localizadas a las superficies críticas de cambios térmicos (superficie sobre la cual reposa el durmiente),
- continua a lo largo de toda la noche
- de una gran precisión (temperatura controlada al grado).

Las otras opciones terapéuticas existentes para refrescar la zona de sueño son incompletas:
- ya que no actúan sobre las superficies de contacto entre el durmiente y la cama a pesar de que son las superficies más decisivas ( ventilador, climatización ).
- ya que facilitan la evacuación del calor aunque sin aportar una fuente exterior de frescor o de calor y por lo tanto se quedan dentro un espectro de contribución de frescor o de calor muy limitado (fibras innovadoras).
- Otras tienen una aplicación vinculante que corta el sueño o retrasa el adormecimiento con un efecto limitado (geles venotónicos, chorros de agua fría).

### Diferencias en relación con las mantas eléctricas
Una manta eléctrica se compone de resistencias eléctricas dentro de las cuales corre un corriente eléctrico de 240V/50Hz….
Eso genera un doble peligro :
- Riesgo de electrocución e incendio
- Riesgo de ondas magnéticas de bajas frecuencias: el campo magnético de una manta eléctrica es aproximadamente de 3.5 µT, es decir 10 veces superior al límite máximo de incertidumbre, con un riesgo de efecto cancerígeno.

El sistema eléctrico de las mantas climatizadas como la Climsom , es decir, únicamente la parte del termorregulador, se encuentra separado de la cama y alejado del durmiente el cual está tumbado sobre una red de circulación de agua termo regulada y no sobre resistencias eléctricas.